# Carouge à tête rouge
Genre
Espèce
Répartition géographique
Statut de conservation UICN

 LC  : Préoccupation mineure
Le Carouge à tête rouge (Amblyramphus holosericeus), également appelé Troupiale à tête rouge, est une espèce de passereaux appartenant à la famille des Icteridae. C'est la seule espèce du genre Amblyramphus (il est monotypique dans son genre).

## Répartition
Cet oiseau peuple les régions humides du centre/est de l'Amérique du Sud (notamment le Pantanal).

## Galerie

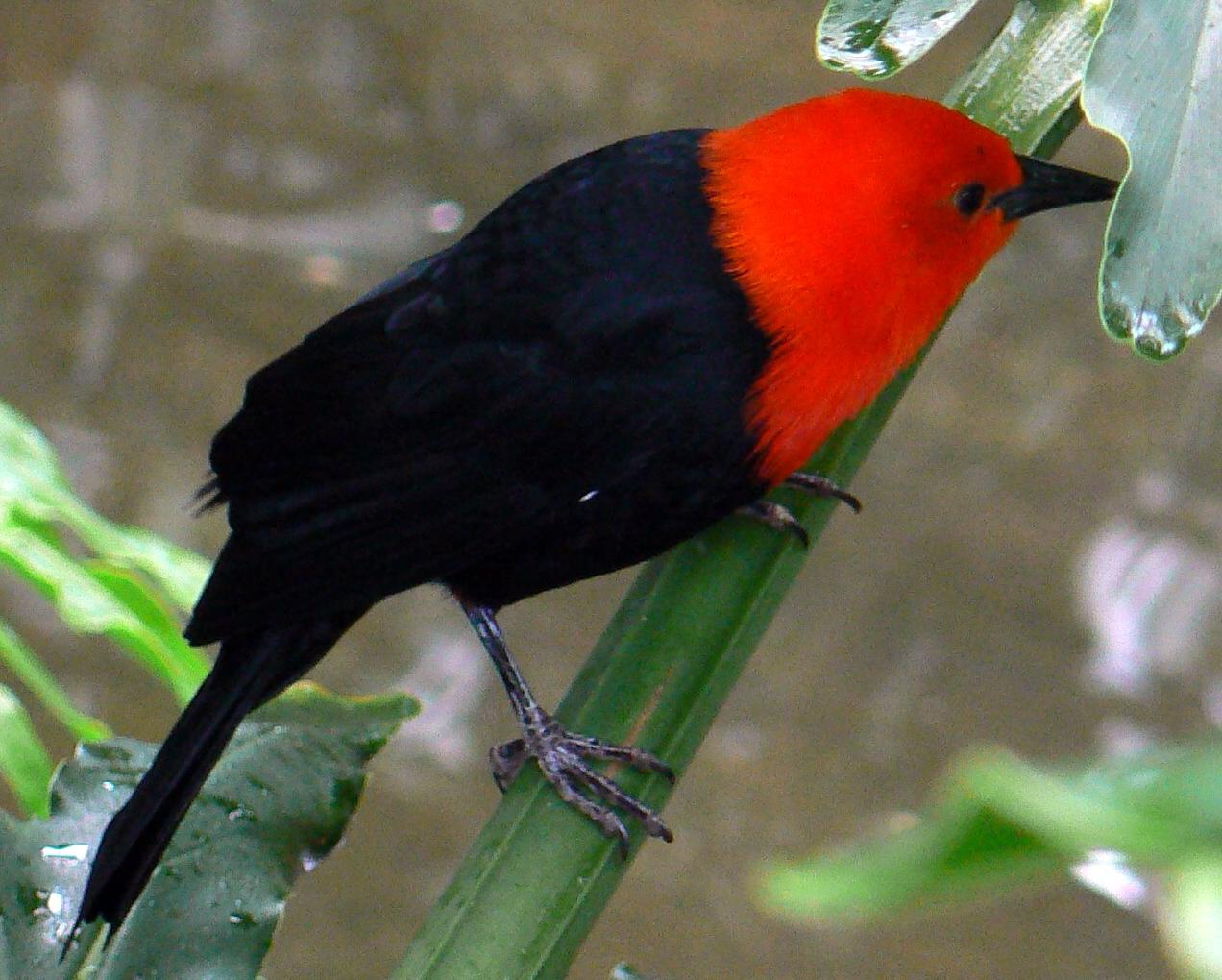
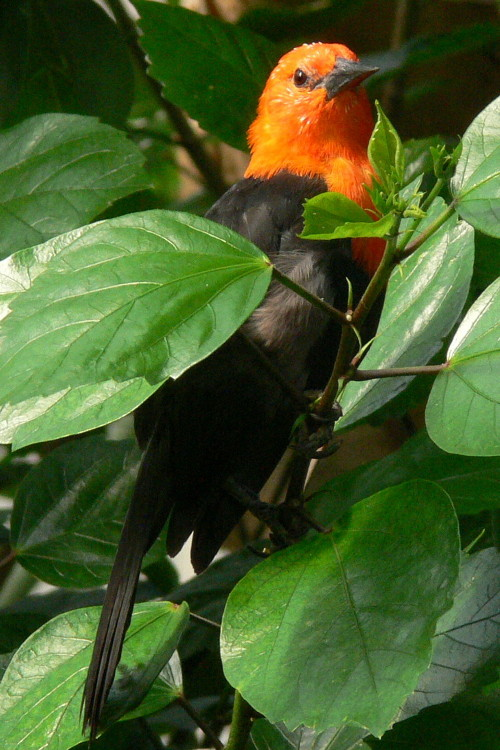
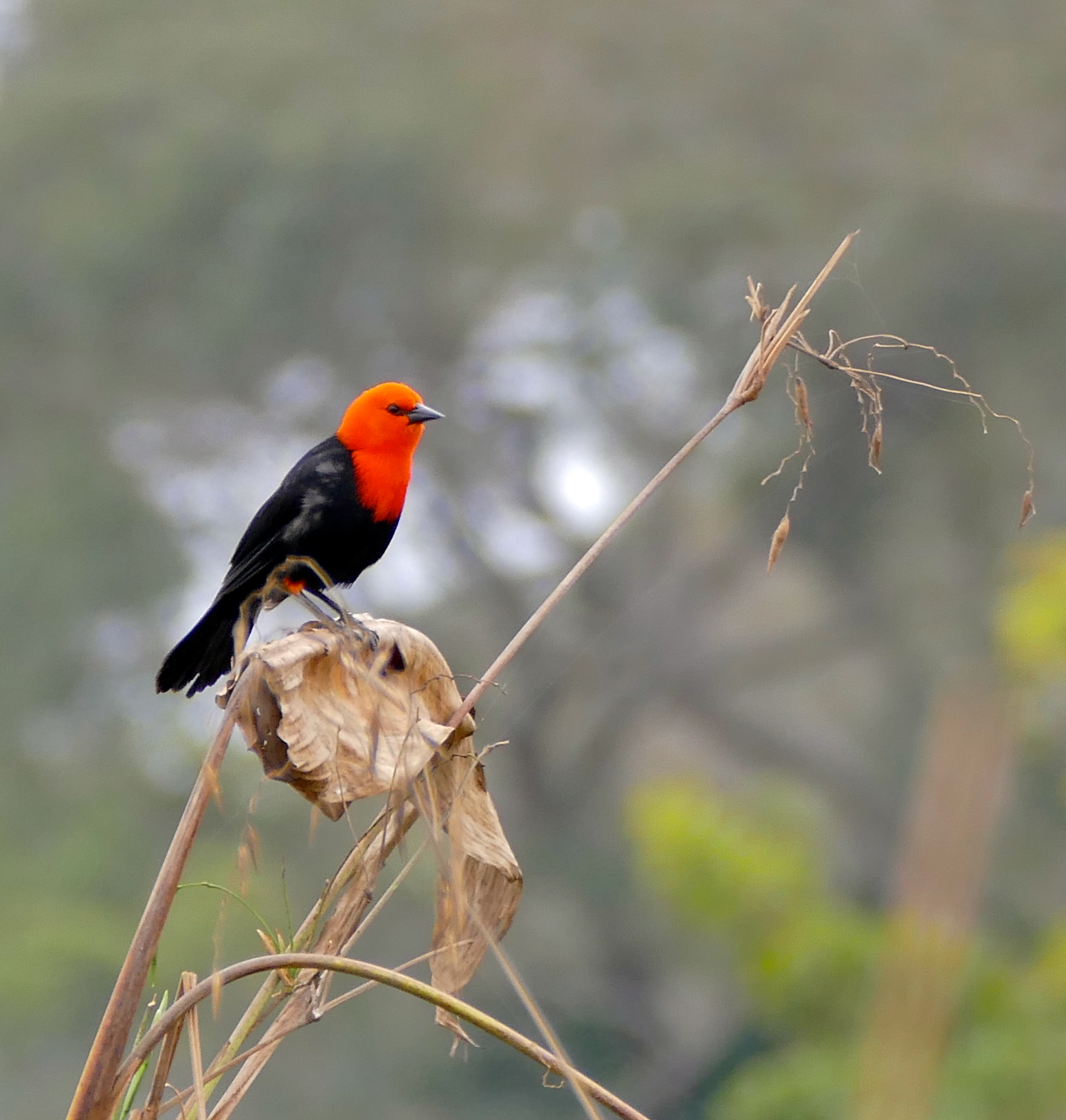
(Mato Grosso, Brésil)